# Miss Lene
Miss Lene é o nome artístico de Frankislene Ribeiro Freitas, uma cantora brasileira.
A cantora cearense Frankislene, ficou conhecida como Miss Lene. Foi lançada pela CBS em 1978 e fez sucesso com as músicas "Quem É Ele?" e "Deixa Música Tocar". No auge da música disco brasileira, Miss Lene, ao lado de Lady Zu, Gretchen, Elizângela e Sarah foram as maiores representantes do gênero. Conheceu o sucesso aos 15 anos de idade. Seguindo o embalo do grupo As Frenéticas, lançou dois LPs pela gravadora Epic, vendendo mais de 1 milhão de discos. Apesar de atualmente muitos a considerarem brega, ela foi mania nacional na era disco.
Miss Lene tinha autorização da cantora Tina Charles para cantar versões de suas músicas no Brasil. A cantora cearense tinha semelhança física com Tina, e no encontro que a gravadora promoveu entre as duas, a própria Tina considerou a voz de Miss muito parecida com a sua.
A música "Quem é ele": no clipe ela aparece numa rua e vinha vários bailarinos vestidos com roupas nas cores do arco-íris. Em outras apresentações costumava usar macacão e touca prateados. Apresentava-se com frequência em programas de televisão, como o do apresentador Sílvio Santos, Carlos Imperial, Chacrinha, Bolinha e Aérton Perlingeiro.
Em 1980, Miss Lene lança o álbum "Vivendo com medo" com músicas compostas por Guilherme Arantes.
Com o declínio do gênero discotheque, desapareceu do cenário musical, casou-se com um empresário suíço e foi morar na Europa. É mãe de dois filhos, continua jovem e com a voz afinada. Admite estar com saudade do seu público, se emociona ao falar da carreira, principalmente quando lembra dos fãs.
Antes fazer carreira como cantora "disco", Miss Lene fez dupla com a irmã Lena (a dupla Lena e Lêda), falecida no Rio de Janeiro, num acidente automobilístico.

## Curiosidades
A irmã de Miss Lene também foi cantora de discoteca, adotando o nome artístico de Mary Jo. Fez sucesso com a música "Tempo de Sorrir".
Miss Lene atualmente mora na Suíça (há 18 anos), onde é dona de uma casa de shows, a Miss Lene Show. Quando resolve atender aos pedidos de fãs, sobe no palco e canta músicas de Ivete Sangalo.
A dupla Lena e Leda foi descoberta em Fortaleza, durante o programa Show do Mercantil, que era levado ao ar pela extinta Rede Tupi de Televisão. Iniciaram suas apresentações, sendo selecionadas pelo então produtor musical do programa João Ribeiro (Beiró), músico líder e guitarrista-solo do Conjunto Musical Big Brasa. Foram muitas as apresentações e a dupla fez muito sucesso ainda em Fortaleza.